# 1988 EN
1988 EN är en asteroid i huvudbältet som upptäcktes den 10 mars 1988 av den japanska astronomen Yoshiaki Oshima vid Gekko-observatoriet.
Asteroiden har en diameter på ungefär 5 kilometer.